# Сифака Верро
Сифака Верро, или хохлатый сифака, или хохлатый индри (лат. Propithecus verreauxi) — вид приматов из семейства индриевых. Обитает на Мадагаскаре, где населяет обширные территории, покрытые как дождевыми, так и сухими листопадными лесами. Шерсть густая, обычно белая, с тёмными отметинами на боках, голове и руках. Как и все сифаки, имеет длинный хвост, используемый в качестве балансира при прыжках с дерева на дерево. Приспособлен к жизни на деревьях, при передвижении по земле использует прыжки. Образует небольшие группы.

## Описание
В длину составляет от 42 до 45 см, хвост длиной от 56 до 60 см. Самки весят в среднем 3,4 кг, самцы — 3,6 кг. Имеет относительно низкую, плоскую черепную коробку. Лицо шире, чем у других индриевых, морда укороченная. Зубная формула 2.1.2.32.0.2.3. Верхние резцы очень маленькие, направлены внутрь. Нижняя челюсть образует зубную гребёнку, коренные зубы с бугорком, что помогает измельчать листья при жевании. Грудная клетка шире, чем у большинства лемуровых.

## Рацион
Кормится чаще всего утром или ближе к вечеру, во время полуденной жары отдыхают. В рационе в основном листья, также едят фрукты, кору деревьев и цветы. Отдают предпочтение листьям с низким содержанием танина.

## Поведение

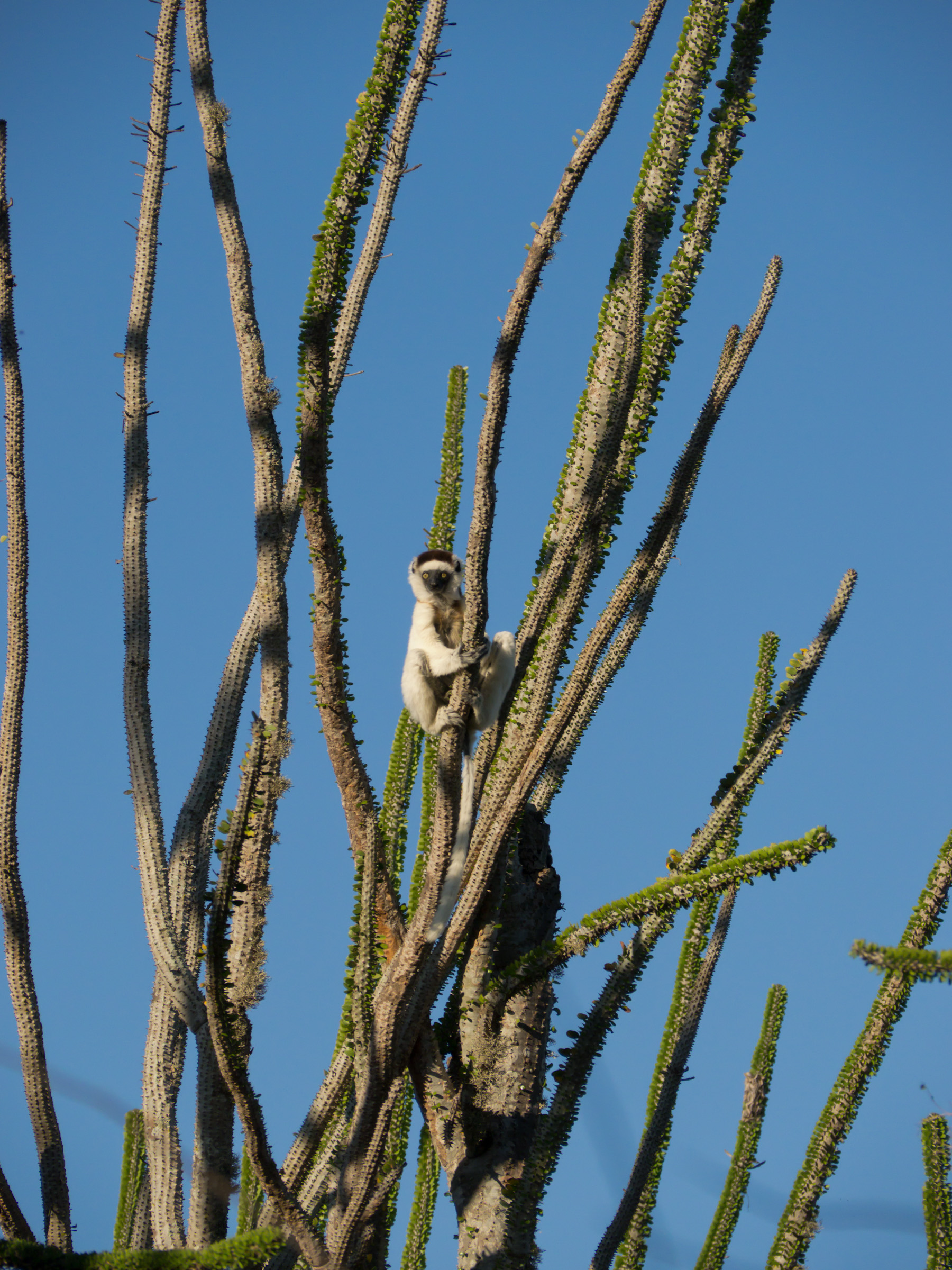
Сифака Верро на вершине Аллюодии восходящей. Заповедник Беренти, Мадагаскар

Дневное животное, проводит самую жаркую часть дня отдыхая на солнце, раскинув конечности. Живёт на деревьях, передвигаясь в кронах при помощи прыжков, прыгая иногда на 9—10 метров. По земле перемещаются, прыгая на двух ногах.
Образуют небольшие семейные группы из 2—12, состоящих из самца и самки, или сразу нескольких самцов и самок. Территориальное поведение развито слабо, защищают от других групп чаще не территорию, а источники пищи. Самки в группе доминируют над самцами.
Самки вырабатывают анально-половой секрет, используемый для обозначения границ территории, тогда как секрет самцов (из анально-половых и горловых желёз) больше служит для привлечения полового партнёра, чем для территориальных целей. У некоторых самцов грудь покрыта коричневым налётом от этого секрета.
Самцы и самки иногда оказывают услуги по чистке шерсти за какое-либо вознаграждение, например, ответную чистку шерсти, а в брачный период за спаривание (самец предлагает чистку, самка — спаривание). Исследования показали, что самки чаще спариваются с самцами, у которых грудь сильнее окрашена секретом. С другой стороны, самцы с чистой грудью чаще предлагают самкам услуги по чистке шерсти, что также заканчивается спариванием.
Было обнаружено, что после случаев агрессии между двумя хохлатыми индри они зачастую мирятся и восстанавливают дружелюбные отношения, это часто происходит, когда в конфликте не замешана еда. Хохлатые индри сохраняют интерес к играм и во взрослом возрасте, когда игры используются во время брачного периода.

## Размножение
Беременность длится 130 дней, после чего рождается один детёныш. Роды проходят обычно в период между июнем и августом. Первые 6—8 недель детёныш цепляется за брюхо матери, следующие 19 недель мать переносит детёныша на спине.

## Статус популяции
Международный союз охраны природы присвоил этому виду охранный статус «уязвимый» (VU, англ. Vulnerable). a key species of the spiny forest habitat.